# Goulet, Orne

Goulet este o comună în departamentul Orne, Franța. În 1 ianuarie 2018 avea o populație de 388 de locuitori.